# 仁賀保藩

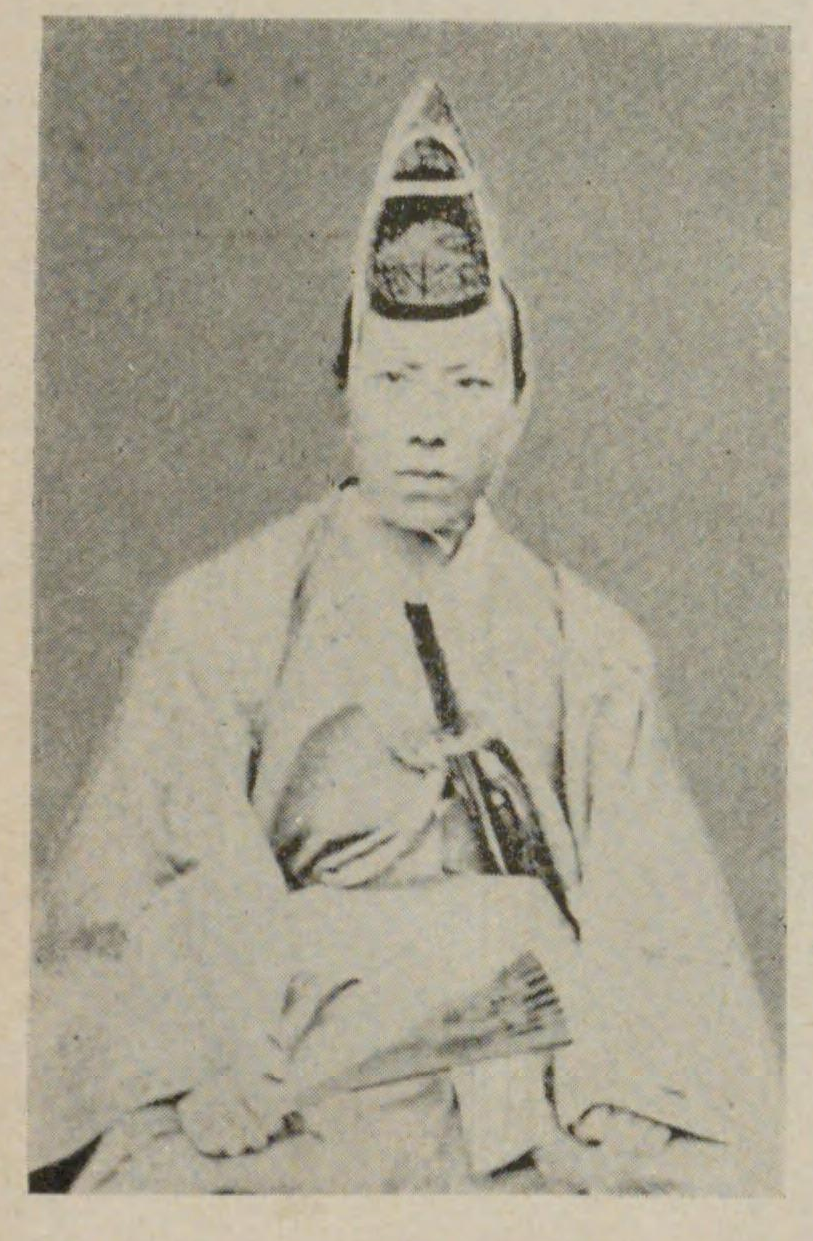
最後の仁賀保領主・仁賀保誠成

仁賀保藩（にかほはん）は、江戸時代初期に出羽国由利郡塩越（現在の秋田県にかほ市象潟町字二ノ丸）の塩越城に政庁を置いた藩。藩主は仁賀保氏。

## 藩史
仁賀保氏は甲斐源氏・小笠原氏流の大井朝光の末裔と伝えられ、戦国時代には出羽国由利郡小国の山根館を拠点とし、国人連合である由利十二頭の中心的存在であった。由利十二頭は状況に応じて大宝寺氏、小野寺氏、安東氏などの戦国大名と同盟を結び保身を図っており、その十二家は明らかではないが、仁賀保氏、赤尾津氏（小助川氏）、滝沢氏（由利氏）、岩屋氏、打越氏、下村氏、石沢氏、禰々井氏（根井氏）、潟保氏、子吉氏、玉米氏、矢島氏（大井氏）などの諸氏であるという。
赤尾津氏から仁賀保挙晴の養子となった仁賀保挙誠は、1600年（慶長5年）の関ヶ原の戦いで東軍に与して西軍の上杉氏の属城を落としたことから、戦後5,000石を安堵された。1602年（慶長7年）に常陸国武田へ移封されたが、大坂の陣などでも徳川方として功績を挙げたことから、1623年（元和9年）10月18日、旧領である仁賀保に1万石を与えられて諸侯に列し、仁賀保藩を立藩した。陣屋はかつての山根館ではなく、塩越城に置いた。なお、挙誠の弟の仁賀保主馬も大砂川500石を与えられている。
寛永元年2月14日（1624年4月1日）に挙誠が死去すると、その所領は長男・仁賀保良俊に7,000石、次男・仁賀保誠政に2,000石、三男・仁賀保誠次に1,000石とそれぞれ分封されて旗本になり、仁賀保藩はわずか1年で廃藩となった。寛永5年に主馬が、同8年に良俊が死去し、両家は無嗣断絶したが、誠政流（仁賀保二千石家）と誠次流（仁賀保千石家）は平沢に共通の仁賀保陣屋を置いて存続し、明治維新を迎えた。

## 歴代藩主

### 仁賀保家
外様。1万石。
1. 挙誠

参考までに、以後の旗本仁賀保氏の歴代当主を挙げる。
- 良俊流（宗家）
  - 良俊（断絶）
- 誠政流（二千石家）
  - 誠政
  - 誠尚
  - 誠信
  - 誠依
  - 政春
  - 誠胤
  - 誠陳
  - 誠肫
  - 誠昭
  - 誠明
  - 誠成
- 誠次流（千石家）
  - 誠次
  - 誠方
  - 誠康
  - 誠之
  - 誠善
  - 誠形
  - 誠教
  - 誠意
  - 誠中
  - 誠愨